# Caspar Schippel
Caspar (Georg) Schippel (* um 1648 in Stressenhausen; † 1722 in Hildburghausen) war ein deutscher Orgelbauer und Müller, der in Südthüringen tätig war.

## Leben
Caspar Georg Schippel wurde im Jahr 1648 in Stressenhausen, einem kleinen Dorf in Südthüringen, geboren. Seine Eltern betrieben dort eine Mühle, die sich seit 1592 im Besitz der Familie Schippel befand. Caspar Georg verkaufte diese Mühle 1691 und siedelte nach Hildburghausen über. Dort erwarb er die „Ebenrettersmühle“. Sie verfügte über ein Mahlwerk und ein durch Wasserkraft angetriebenes Schneidewerk. Heute kann man davon ausgehen, dass er dieses Haus als Orgelwerkstatt nutzte.
Als privilegierter Orgelbauer fertigte Caspar Schippel mehrere barocke Instrumente im Herzogtum Sachsen-Hildburghausen an. Das wohl bekannteste Instrument befindet sich in der Kiliankirche zu Bedheim, welches 1721 mit einer barocken Zweitorgel verbunden wurde. Schippel verstarb im Jahr 1722 in Hildburghausen. Sein Schwiegersohn Johann Christian Dotzauer wurde sein Nachfolger.

## Werk

### Schleusingen
Im Jahre 1694 baute Caspar Georg Schippel eine Orgel für die Hospitalkirche St. Kilian in Schleusingen, die 1801 durch den Orgelbauer Michael Georgi aus Unterwirrbach nach Krölpa bei Pößneck umgesetzt wurde. Als diese Orgel Ende der 1990er Jahre restauriert wurde, kam auf der ersten Balgplatte folgende Inschrift zum Vorschein:
„Anno 1694 haben beide geVattern Christoph Crapp Orgelmacher von Eisfelt, und Caspar Schippel zu Hildburghausen, dieses Orgelwerk aus guder Afection miteinander verferdiget, bey Hildburghausen in der Ebnersrütters Mühle genannt, und hierher an diesen Orth in dem Hospidal bey Schleusingen gebracht wodrin zu der Zeit wart der wohl erwürdige Herr Johan Samuel Weber aus Schleusingen gebürdig Pfarher an diesem Orth, dieses Werk ist vor Weihnachten gesetzt und abgeholet worden.“
Gemäß dieser Inschrift arbeitete Schippel mit seinem Taufpaten und Vetter Christoph Crapp zusammen. Als Orgelbauer hatte Crapp seine Werkstätten in Eisfeld, Hildburghausen und Ummerstadt und wohnte schließlich in Streufdorf.

### Meeder
Die erste bislang bekannte Tätigkeit des Orgelbauers Crapp liegt nachweislich in den Jahren 1672/1673. In dieser Zeit nahm er Reparatur- und Umbauarbeiten an der Orgel in der evangelischen Kirche zu Meeder vor und baute ein Pedalwerk ein. Bei diesen Arbeiten wurde auch Caspar Georg Schippel genannt. Die Orgel von Meeder wurde 1655 von dem zur damaligen Zeit bedeutendsten „Orgelmacher“, dem Kulmbacher Orgelbauer Matthias Tretzsche (1626–1686), gebaut. Wegen der Finanznot nach dem Dreißigjährigen Krieg und wegen veränderter Anforderungen an eine Orgel baute Tretzsche in Meeder ein Instrument mit einer für diese Zeit typischen Disposition:
1. Principal 4′ (im Prospekt)
2. Grobgetact 8′
3. Nasat 3′
4. Octav 2′
5. Quint 1 1⁄2′
6. Setez 1′
7. Cymbel I

1. Tremulant
2. Trumbe
3. Vogelsang

Die einmanualige Orgel ohne Pedalwerk dürften Crapp und Schippel möglicherweise, wie damals üblich, vom Chorraum auf die Orgelempore umgesetzt haben. Ob auch die Disposition des äußerst obertonreichen Manualwerkes durch ein 8′- oder 4′-Register ergänzt worden ist, lässt sich nur vermuten, da dies dem damaligen Zeitgeschmack entsprechen würde. Überliefert ist, dass ein Pedalwerk ergänzt wurde, das im Prospekt einen foliierten Octavbass 8′ und dahinter einen Subbass 16′ gehabt haben dürfte.
Die Zusammenarbeit beider Orgelbauer erstreckte sich bis etwa 1700. Da Caspar Georg Schippel spätere Verträge allein unterzeichnete, kann man davon ausgehen, dass beide Orgelbauer inzwischen ihre eigenen Werkstätten hatten.

### Poppenhausen
Am 17. September 1700 wurde in Poppenhausen ein Orgelbauvertrag abgeschlossen, aus dem folgende Disposition hervorgeht:
1. Grobgedact 8′ von gutem Holz
2. Kleingedact 4′ von gutem Holz
3. Principal 2′ von guten Zinn fein pollirt
4. Quint 16/12′ von Metall
5. Mixtur von Metall
6. Cymbel
7. Tremulant

Weiterhin informiert der Kontrakt:
"Diese Register sollen stehen … mitten rund, und beide Nebenfelder gleich, sollen so wohl Manualiter als Pedaliter zu gebrauchen seyn, in doch in Pedal ohne Subbass, welcher nach Beliebung mit der Zeit Zuverfertiget worden.
Die Windladen muß von guten alten Eichenen Holz mit Schleifen verfertigt und eingerichtet sein.
Das Klavier von Indianischen Holz formiert, in nachfolgenden Clavibus stehend als C. D. E. F. G. A. B. H. c biß c’’’.
Das Pedal von C. D. E. F. G. A. B. H. c bis auf das gestrichene c′.
Hinzu sollten kommen 2 große währbare Spanbälge.
Solche vorgeschriebene Disposition verspricht Herr Orgelmacher zwischen hier und Ostern 1701 zu liefern.
Vor dieses Werklein haben wir gedachten Orgelmacher H. Schippel versprochen 75 Thaler und 5 Thaler Trinkgeld, nehmlich die Hälfte wenn er das Werklein gesetzet u. die andere Hälfte nach Verfließung eines Jahres guter gewähr völlig zu zahlen. Das Werk soll auf unsere Kosten abgeholet und … H. Orgelmacher bei sezung lagern, u. nothwendige Cost verschaffen, ingleichen was an Zimmermanns- u. Schmiedearbeit zu befestigung des Werks vornöthig befunden wird, soll von dem Gotteskasten bezahlet werden. Alles treulich und ohngefärde, zu sichern Haltung ist dieser Contract in duplo verfertiget, u. deederseits theilen unterschrieben worden." Geschehen, Poppenhausen, den 17. Sept 1700.
Warum Schippel nun allein die Verträge unterschrieb, kann nur vermutet werden. Die einleuchtendste Erklärung ist die, dass er zum „privilergierten Hoforgelmacher“ des Fürstentums Sachsen-Hildburghausen ernannt wurde. Dadurch dürfte er immer ein gefülltes Auftragsbuch gehabt haben. Seine Arbeiten aus den ersten Jahren des 18. Jahrhunderts sind nicht bekannt. In welcher Fülle Schippel Orgeln zu bauen hatte, zeigt die Zeit ab 1710. In diesem Jahr baute er eine Orgel nach Mühlfeld, von der noch der Prospekt erhalten ist.

### Simmershausen
Caspar Schippel hat ebenfalls ein Instrument für die Kirche in Simmershausen erbaut, welches heute nicht mehr erhalten ist. Im historischen Kontrakt ist folgendes zu lesen:
„Zu wißen sei hiermit, daß heut endegesezten Dato, zusichern der Gemeinde Simmershaußen und dem Orgelmacher, Caspar Schippel in Fürstli. Geistli. Untergericht alhier, folgender Kaufcontract geschloßen wurden: Es verkaufet nemlich gedachter Orgelmacher Schippel besagter Gemeinde eine Orgel, davon das Gehäuß, Windladen und anders zwar alt, die Pfeifen aber neu umb gegoßen und 3 Bälge von neuen gemachet und alß ein neues tüchtiges Werck zu gewähren versprochen worden, auch in folgenden Registern bestehen soll, alß:
1. einem neuen Subbaß von guten Holtz 16 Fuß, sambt dem darzugehörigen Pedal von großen C. bis ins c′.
2. einen Grobgedact von guten Holtz 8 Fuß.
3. einem Kleingedact 4 Fuß von guten Metall
4. einem Principal 2 Fuß von feinem Metall
5. einer Quint 1 ½ Fuß vohn gutem Metall
6. einer Mixtur incluplo von gutem Metall
7. einer Windladen von alten guten Holtz mit Schleifen verfertigt und wohlverwahrt.
8. ein Clavier so in folgenden Clavibg, alß: C, F, D, E, A, B, H, c bis c′′′ bestehet,

binnen Dato und 4. Wochen behörig zu liefern; Davor nun verspricht ob bemelte Gemeinde ihme Schippeln, fünf und fünfzig Rthlr, nebst einem Rthlr Tranckgeld und einem Kloben Flachß vor deßen Frau folgender gestalt, alß: die eine helfte mit besagten Trinckgeld und Flachß, sogleich, wenn die Orgel Würklich gesetzet ist, die andere Helfte aber nechst künftige Mich: 1711 ohnfehlbar zu bezahlen, hiernechst auch die Orgel auf ihre Costen abholen, nicht … mehr besagten Schippeln bey Sezung der selber mit nöthiger Cost und Lagerstädt versehen zu laßen, über dieß auch alle anderen Costen, so bey Befestigung dieser Orgel an Zimmermann-, Schreiner- und anderer Arbeit aufgehen mögte, vor sich zu tragen; wie nun beederseits Contrahenten diesem allemalso beständig nach zukommen angelobet; Also ist hierüber dieser Contract zu Papier gebracht und unter des H. G. U. G. Unterschrift corroboriret und also wißendlich ausgestellet worden… .“
So geschehen Hildburghausen, den 15. April 1711.

### Roth
„„Aus angeschlossenen Bericht ist ohne … zu erst …, welchermaßen die Gemeinde Roth trachtet ein Orgelwerk von Römhild in ihre Kirche zu schaffen. Nachdem aber der alhier priviligirter Orgelmacher Schippel dagegen sich setzet, und ob man schon den selben darob zu Rath ziehen wollen, so hat er dennoch die … so hoch … daß man sich nur wundern müßte indeß damit hirunter niemand nichts zum Nachtheil komme; so hat man hirdurch ein Verhaltungs Befehl sich beanfragen, und in schuldigsten respect beharren sollen.“ Hildburghausen, den 12. Mai 1717.“

Aus diesem Bericht geht hervor, dass das Herzogtum Sachsen-Römhild beabsichtigte, eine Orgel nach Roth zu verkaufen. Ob dieses Vorhaben zu Stande gekommen ist, kann dieser Bericht nicht beantworten. Schippel, der wegen seines Privileges das Recht zu diesen Arbeiten oder ganz und gar das Recht zum Bau einer neuen Orgel hatte, protestierte. Wer letztendlich für den Bau bzw. die Versetzung eines Instrumentes verantwortlich war, lässt sich nach der aktuellen Aktenlage nicht feststellen.

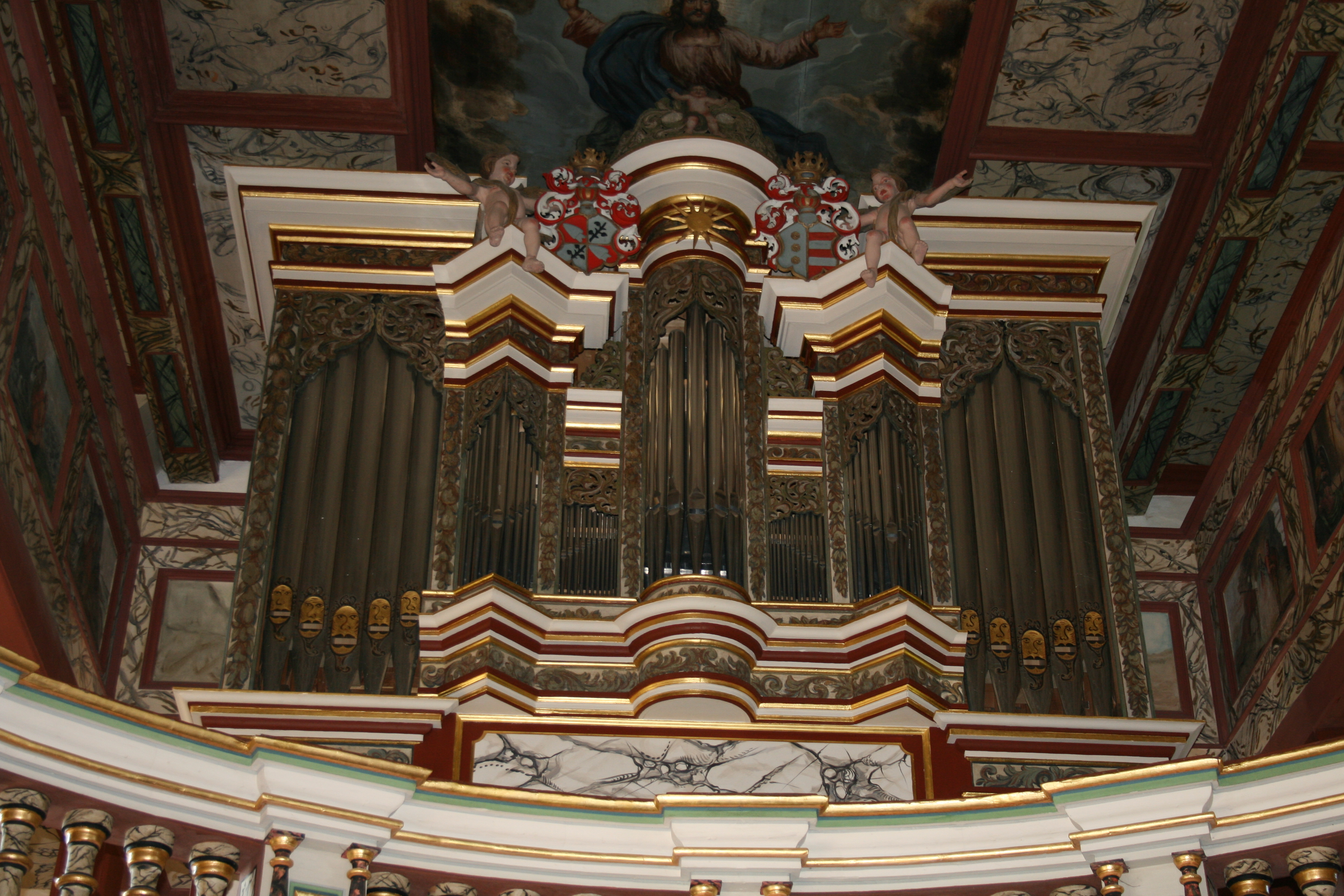
Orgelprospekt der Hauptorgel in Bedheim

### Bedheim
In der Kiliankirche zu Bedheim befinden sich zwei Orgeln, die von einem Organisten gespielt werden können. Eines der beiden Instrumente, die sogenannte „Hauptorgel“, wurde von Caspar Georg Schippel erbaut.
Im Restaurierungsbericht der Orgelbaufirma Alexander Schuke, Potsdam, liest man über die Hauptorgel und über die Schwalbennestorgel, die von Nicolaus Seeber aus Römhild erbaut wurde: „Kontrakt oder andere Akten über dieses Orgelensemble sind aus dieser Zeit nicht vorhanden, so dass hier eine Sekundärquelle zitiert werden muß“. Diese Quelle findet sich bei dem Eisfelder Johann Werner Krauß in seinen „Beyträgen zu Erläuterung der hochfürstl. Sachsen Hildburghäusischen Kirchen-, Schul- und Landes-Historie“. Dort schrieb Krauß 1752 über die Bedheimer Kirche: „Diese Kirche hat in dem ganzen Fürstenthum das zuvor, dass in derselben zwo gangbare Orgeln anzutreffen sind, die von einem Organisten gespielet werden. Die eine Orgel stehet auf dem Sing-Chor, bestehet aus 11. Registern und 3. Zügen, und ist 1711. von Caspar Schippeln dem damals Sachsen-Hildburghäuser privilegirten Orgelmacher aufgesetzt worden. …“

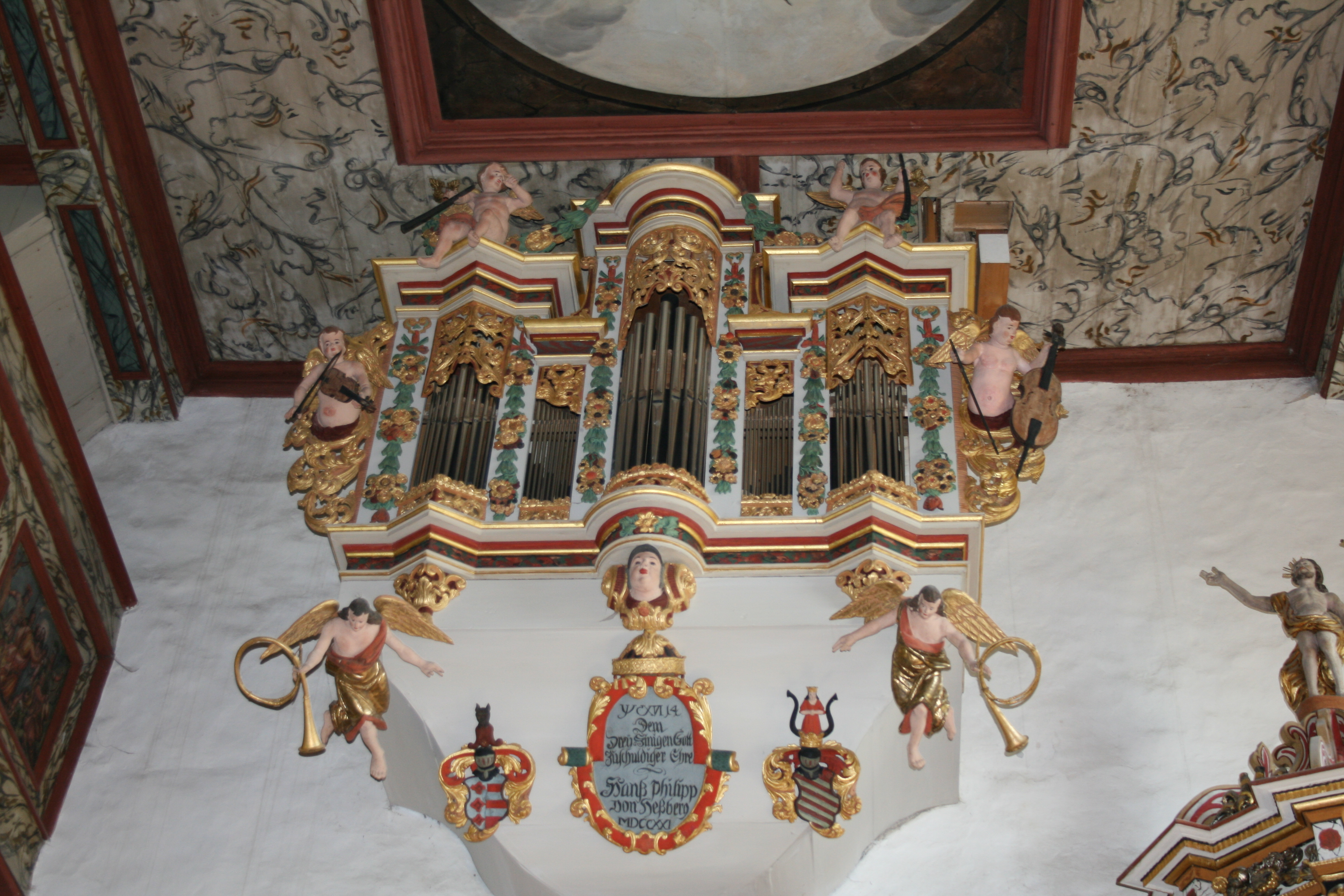
Orgelprospekt der Schwalbennestorgel in Bedheim

Im Restaurierungsbericht der Potsdamer Orgelbauer steht weiter: „Da die St. Kiliankirche auch als Gotteshaus für die Schlossherrschaft diente, ist diese Orgel praktisch auch eine ‚Schlosskirchenorgel‘, was dann auch in mancherlei Hinsicht abzulesen ist.“ Als Mitte der 1990er Jahre die beiden Orgeln von der Orgelbaufirma Schuke aus Potsdam restauriert werden sollten, standen die Orgelbauer vor einer fast unlösbaren Aufgabe: Da der Schmiedefelder Orgelbauer Michael Schmidt (1798–1876) im Jahre 1856 eine neue Orgel hinter das Gehäuse der Schippelorgel gebaut hatte, ging man davon aus, keine Originalpfeifensubstanz mehr vorzufinden. Glücklicherweise hatte Schmidt eine größere Anzahl intakter Pfeifen aus der Schippelorgel in sein Pfeifenwerk übernommen. So konnten die Potsdamer Orgelbauer in aufwendiger Forschungsarbeit die Disposition von 1721 rekonstruieren. Nach gelungener Rekonstruktion lautet die Disposition heute genauso wie vor 300 Jahren:
Manual CD–c3
1. Grobgedackt 8′
2. Viola di Gamba 8′
3. Quintatöna 8′
4. Principal 4′
5. Kleingedackt 4′
6. Octav 2′
7. Sesquialtera II
8. Mixtur III

Pedal CD–d1
1. Violon 16′
2. Subbaß 16′
3. Principalbaß 8′

### Pfersdorf
Die Orgel für St. Nikolaus in Pfersdorf wurde 1716 erbaut. Sie stammt ebenfalls aus der Werkstatt des privilegierten Orgelbauers Schippel. Sie ist ein typisches Beispiel für kleinere Orgeln der Barockzeit und von ihrem Aufbau und ihrer Gestaltung leicht mit anderen Instrumenten des Landkreises Hildburghausen zu verwechseln. Der Orgelbauer Christoph Crapp aus Eisfeld fertigte ähnliche Instrumente für andere Kirchen an. Vermutlich ging das fürstliche Orgelbauerprivileg auf seinen Vetter Caspar Georg Schippel über, mit dem er bis etwa 1700 zusammenarbeitete.
Die Orgel in Pfersdorf war und ist weniger für konzertante Zwecke gedacht. Vielmehr soll sie den Gemeindegesang im Gottesdienst begleiten. Für diesen zugedachten Zweck reicht ein Manual mit sechs Registern und ein Pedal mit drei Zügen völlig aus. Dennoch lässt sich ein umfangreicher Teil der bekannten Orgelliteratur auf dem Instrument spielen. Die Originaldisposition lautet:
Manual CD–c3
1. Gedackt 8′
2. Principal 4′
3. Gedackt 4′
4. Flöte 4′
5. Octave 2′
6. Mixtur III

Pedal CD–c1
1. Principalbaß 8′
2. Subbaß 16′
3. Octavbaß 1′

Orgelprospekt in Pfersdorf

Auch diese Orgel wurde in der Mitte des 19. Jahrhunderts verändert: Die Register Gedackt 4′ und Octave 2′ wurden gegen Gamba 8′ und Salicional 8′ ausgetauscht. Ebenfalls wurde die barocke Mixtur durch eine neue, tieferliegende Mixtur ersetzt (durchgehend 1 2⁄3′ und 2′). Für dieses Register wurde aber altes Pfeifenmaterial der Octave 2′ verwendet.
Das Rätsel um das ebenfalls nicht mehr vorhandene Register „Octavbaß 1′“ ist bis heute nicht gelöst. Die Verwendung kleiner und hoher Pfeifenreihen im Pedal ist in Südthüringen ungewöhnlich und äußerst selten. Sinnvoll sind diese nur dann, wenn die Melodie eines Chorals mit den Füßen gespielt werden soll und die Hände auf den Manualen lediglich begleiten. Das ist in Pfersdorf aber nicht möglich, da das Pedal immer fest an das Manual gekoppelt ist. Es ist aber anzunehmen, dass das einfüßige Register im Tuttispiel die Pedaltöne verstärken sollte.
Ebenfalls erwähnenswert sind die erhaltene Prospektpfeifen des Principalbasses 8′. Es handelt sich hierbei um foliierte Holzpfeifen mit alter, freigelegter Bemalung. Zu sehen sind um die Pfeifenlabien gemalte Männergesichter. Für die Bedheimer Orgelrekonstruktion wurden diese Pfeifen als Vorlage benutzt. Dabei steht jede Pfeife symbolisch für einen singenden Menschen. Über die benötigte Luft war die Parallele zwischen Orgel und Mensch hergestellt.